# Dubno (Tschechien)

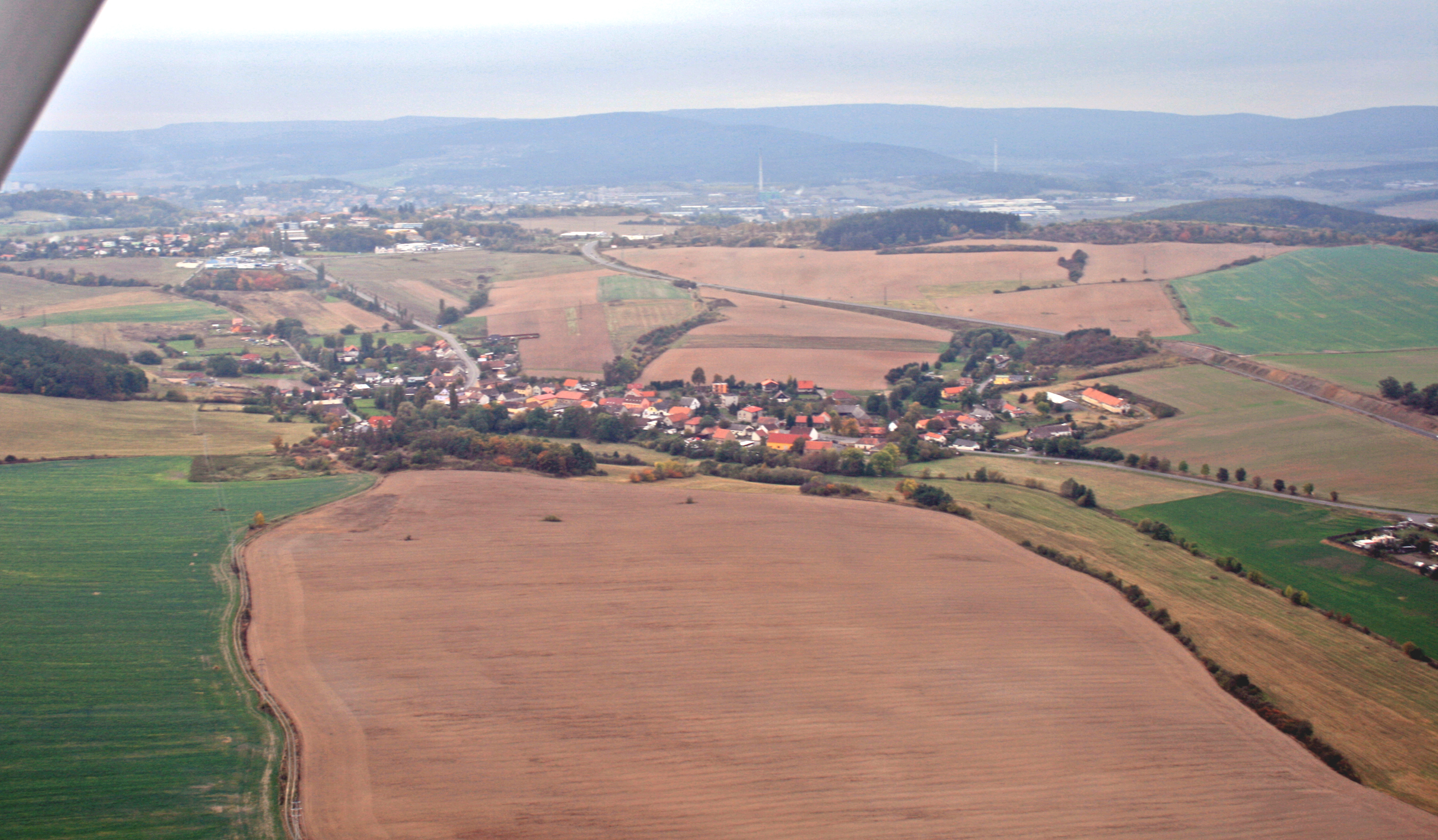
Luftaufnahme von Dubno, im Hintergrund Příbram

Dubno ist eine Gemeinde in Tschechien. Sie liegt drei Kilometer östlich des Stadtzentrums von Příbram und gehört zum Okres Příbram.

## Geographie
Dubno erstreckt sich linksseitig der Kocába in der Příbramská pahorkatina (Příbramer Hügelland). Nördlich erhebt sich der Na Vartě (572 m n. m.), im Südosten die Halde Šachta 11, südlich der Vrchy (547 m n. m.), im Südwesten der Vršce (603 m n. m.) und die Svatá hora (Heiliger Berg, 586 m n. m.), westlich der Pichce (571 m n. m.) sowie im Nordwesten die Květná (543 m n. m.) und der Strážný (559 m n. m.). Am nördlichen Ortsrand verläuft die Straße I/18 zwischen Příbram und Sedlčany. Im Wald südlich von Dubno befindet sich ein Jugendheim mit Berufsschule und Dualer Ausbildung.
Nachbarorte sind Kardavec, Žírovy, Pičín und U Budských im Norden, Občov, Suchodol, Dlouhá Lhota und Skalka im Nordosten, Cihelna und Dubenec im Osten, Bytíz und das ehemalige Grubengelände Šachta 11 mit den Bergeteichen und dem Gefängnis Příbram im Südosten, Háje und die ehemaligen Grubengelände Šachta 9, 16 und 21 im Süden, Haťská Chalupa, Lázně, Svatohorský Důl und Sázky im Südwesten, Nová Hospoda und Příbram II im Westen sowie Trhové Dušníky, Drátovna und Skorotín im Nordwesten.

## Geschichte
Die erste schriftliche Erwähnung des Dorfes erfolgte im Jahre 1298 in einer Urkunde des Prager Bischofs Gregor von Waldek, in der dem Příbramer Pleban Vojslav das Recht an den bischöflichen Zehnteinnahmen von Duben, Tisová, Kozičín und anderen Orten zugestand. Duben gehörte zu dieser Zeit zur bischöflichen Herrschaft Příbram. Durch das umfriedete und mit einem Tor versehene Dorf führte der Goldene Steig von Prag nach Příbram. Im Jahre 1379 wurde Duben als zur Burg Příbram untertäniges Dorf aufgeführt. Ab 1390 wurde der Ort als Dubna und ab 1555 als Dubno bezeichnet. Später wurde Dubno zur Herrschaft Dobříš untertänig.
Am 14. Juni 1630 verkaufte die Böhmische Kammer die Herrschaft Dobřisch mit dem angeschlossenen Gut Heiligfeld mit Ausschluss der Jagd auf Rot- und Schwarzwild erblich an den Oberstjäger der Königreiches Böhmen, Bruno von Mansfeld und Heldrungen.  Nachfolgender Besitzer war Franz Maximilian von Mansfeld. Bis 1714 gehörte das Dorf zum Podbrder Kreis, danach wurde es Teil des Berauner Kreises. Nachdem 1780 mit dem Tode von Joseph Wenzel von Mansfeld das Geschlecht im Mannesstamme erloschen war, erbte dessen Schwester Maria Isabella die Herrschaft Dobřisch. Es erfolgte die Namens- und Wappenvereinigung mit der Familie ihres Ehemannes Franz de Paula Gundaker von Colloredo-Waldsee-Mels zum Geschlecht Colloredo-Mannsfeld. Nach Maria Isabellas Tod im Jahre 1794 erbte ihr Sohn Rudolph Joseph II. die Güter. Nach dem Tode des kinderlosen Rudolf Joseph II. von Colloredo-Mannsfeld fiel die Herrschaft 1844 an dessen Neffen Franz de Paula Gundaccar II. von Colloredo-Mannsfeld.
Im Jahre 1846 bestand Dubno bzw. Dubna aus 61 Häusern mit 453 Einwohnern. Im Ort gab es eine Schule. Abseits lag das Neue Wirthshaus (Nová Hospoda), Pfarrort war Přibram. Bis zur Mitte des 19. Jahrhunderts blieb Dubno der Herrschaft Dobřisch untertänig.
Nach der Aufhebung der Patrimonialherrschaften bildete Dubno ab 1850 mit der Einschicht Nová Hospoda eine Gemeinde im Gerichtsbezirk Příbram. 1856 erhielt Dubno eine eigene Schule. Ab 1868 gehörte die Gemeinde zum Bezirk Příbram. 1869 lebten in Dubno 485 Personen, ein Großteil davon waren Bergleute. In den Folgejahren entstand um das Wirtshaus Nová Hospoda eine neue Siedlung, die zum Ortsteil erhoben wurde. 1890 lebten in den 76 Häusern von Nová Hospoda 635 Personen, in dem Ortsteil bestanden eine dreiklassige Schule und eine Ziegelei. Im Jahre 1900 hatte die Gemeinde 766 Einwohner. 1932 lebten in der Gemeinde Dubno 620 Menschen. Von den 113 Hausnummern im Jahre 1938 entfielen 69 auf Dubno und 44 auf Nová Hospoda. 1946 wurde ein Kindergarten eingerichtet. Im Jahre 1947 wurde die Umgemeindung von Nová Hospoda nach Příbram beschlossen. 1950 lebten in der Gemeinde 505 Personen. 1953 wurde die Schule geschlossen. Nach der Abtrennung von Nová Hospoda war die Einwohnerzahl im Jahre 1961 auf 164 gesunken, 1970 hatte Dubno 239 Einwohner. Zu Beginn des Jahres 1975 wurde Dubno nach Příbram eingemeindet. 1980 lebten in Dubno 243 Personen. Seit dem 24. November 1990 besteht die Gemeinde Dubno wieder. Im Jahre 1991 hatte die Gemeinde 209 Einwohner.

## Gemeindegliederung
Für die Gemeinde Dubno sind keine Ortsteile ausgewiesen. Zu Dubno gehören die Areale des Jugendheimes und Berufsschulzentrums Dubno und des ehemaligen Bergwerkes Šachta 21 sowie der größte Teil der Bergeteiche des ehemaligen Bergwerkes Šachta 11.

## Sehenswürdigkeiten
- Kapelle
- Gedenkstein für die Opfer beider Weltkriege, enthüllt 1947